# Somatidia metallica
Somatidia metallica là một loài bọ cánh cứng trong họ Cerambycidae.